# هپی کمپ، کالیفرنیا
هپی کمپ (به انگلیسی: Happy Camp) یک منطقهٔ مسکونی در ایالات متحده آمریکا است که در شهرستان سیسکیو، کالیفرنیا واقع شده‌است. هپی کمپ ۳۱٫۹۷۶ کیلومتر مربع مساحت و ۱٬۱۹۰ نفر جمعیت دارد و ۵۰۵ متر بالاتر از سطح دریا واقع شده‌است.